# المستشفى الجامعي بكليفلاند
المستشفى الجامعي بكليفلاند هو مجمع طبي غير ربحي في كليفلاند، أوهايو، الولايات المتحدة . هذا المستشفى تابع لجامعة كيس ويسترن ريزيرف، وهي علاقة تأسست لأول مرة في عام 1896. مع 150 موقعًا في شمال شرق أوهايو، تضم شبكة مستشفيات الجامعة المستشفيات ومراكز العيادات الخارجية وأطباء الرعاية الأولية.
يعد هذا المستشفى مركز كليفلاند الطبي الجامعي، وهو موطن للمراكز السريرية والبحثية ذات المستوى العالمي، بما في ذلك السرطان،  طب الأطفال، صحة المرأة، جراحة العظام، العمود الفقري، الأشعة، علم الأورام بالإشعاع، علم الأعصاب لجراحة الأعصاب، أمراض القلب، جراحة القلب والأوعية الدموية، زرع الأعضاء، وعلم الوراثة البشرية . يشتمل المركز على برج ألفريد ونورما ليرنر، وصامويل ماذر بافيليون، ومستشفى ليكسايد، ومستشفى راينبو للأطفال والأطفال، ومستشفى ماكدونالد للنساء، ومركز سيدمان للسرطان، وهانا بافيليون.

## التصنيف العالمي
- صنف Rainbow Babies &amp; Children Hospital في المرتبة رقم 2 على المستوى الوطني من أجل رعاية الأطفال حديثي الولادة من قبل مجلة US News & World Report .[4]
- يحتل قسم طب الأسرة المرتبة رقم 9 على الصعيد الوطني من خلال مجلة US News & World Report .[5]
- يشكل مركز كليفلاند الطبي ومدرسة كيس للطب معًا أكبر مركز للأبحاث الطبية الحيوية في ولاية أوهايو.[6]
- في مجال البحوث الطبية الحيوية، يحتل مركز كيس الطبي مركزًا بين أفضل 15 مركزًا في الولايات المتحدة، حيث يتم تمويل ما يقرب من 75 مليون دولار من التمويل السنوي للبحوث خارج الأرض و 10 ملايين دولار أخرى في مختلف التجارب السريرية.
- تشمل المستشفيات الجامعية في كليفلاند مستشفى ماكدونالد للنساء، وهو المستشفى الوحيد للنساء في أوهايو ؛ ومركز سيدمان للسرطان (المعروف سابقًا باسم مركز السرطان في أيرلندا)،

## رؤية 2010

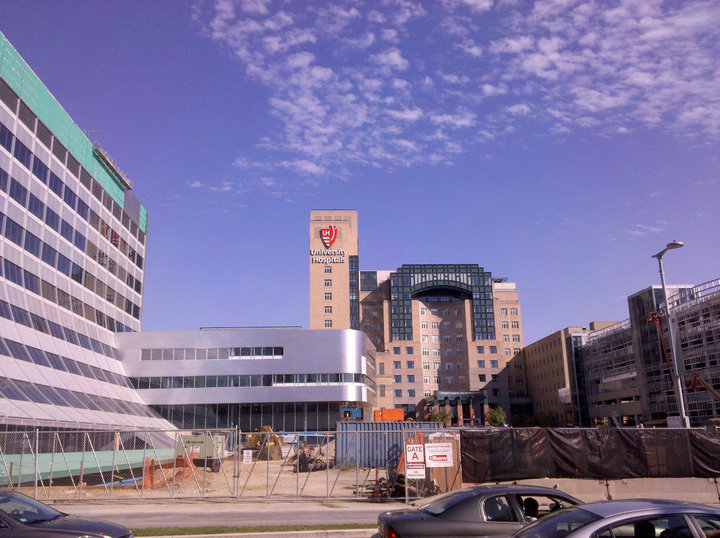
المنشآت تحت الإنشاء في عام 2010

كانت رؤية 2010 أكبر مشروع بناء وترقية في تاريخ المستشفيات الجامعية. وشمل البناء الجديد الجديد مستشفى سرطان 200 سرير، ورفع مستوى غرف الطوارئ، بناء وحدة عناية مركزة جديدة لحديثي الولادة في مركز قوس قزح الأطفال ومستشفى الأطفال، وأبنية جديدة في المستشفيات الأخرى. كانت النفقات الرأسمالية لهذا المشروع، وفقًا للنشرات الصحفية الخاصة بالمستشفيات، حوالي مليار دولار أمريكي. كان من المقرر في الأصل الانتهاء من البناء بحلول عام 2010، ولكن انتهى عام 2011.

## مشروع هارينجتون
مشروع هارينغتون للاكتشاف والتطوير، الذي تم إطلاقه في عام 2012، هو عبارة عن مبادرة بقيمة 300 مليون دولار في المستشفيات الجامعية التي تهدف إلى تطوير أدوية جديدة خلال فترات زمنية قصيرة وتعزيز السمعة الطبية لمستشفيات كليفلاند. تأسس من خلال هدية بقيمة 50 مليون دولار من عائلة هارينجتون ومبلغ إضافي قدره 100 مليون دولار لدعم المستشفيات الجامعية. يحتوي المشروع على ثلاثة مكونات، معهد هارينغتون للاكتشاف (HDI)، ومركز دعم الابتكار (ISC)، و بايوموتف .
في يونيو 2014، تلقى معهد هارينغتون ديسكفري منحة بقيمة 25 مليون دولار من ولاية أوهايو من خلال برنامج التنمية الاقتصادية للحدود الثالثة لمواصلة مهمته.

## الخريجين وأعضاء هيئة التدريس البارزين
- جورج واشنطن كرايل (1910-1924 كرسي الجراحة) [12] - أجرى أول عملية نقل دم. أسس مستشفى ليك سايد لمستشفى جامعة كيس الطبي، [12] ومؤسس مشارك لعيادة كليفلاند .
- كلود بيك (طبيب مقيم بقسم الجراحة ؛ 1924-1971 أستاذ جراحة القلب والأوعية الدموية - أول منصب في الولايات المتحدة) [13] -
  - أجرى العلاج الجراحي الأول لمرض الشريان التاجي (1935).[13]
  - تم تنفيذ أول عملية إزالة الرجفان باستخدام آلة صنعها مع جيمس راند (1947) [14]
  - تطوير مفهوم بيك ترياد .
  - بدأ الدورة التعليمية الأولى للإنعاش القلبي الرئوي للمهنيين الطبيين (1950).
- بيتر سي آك ( خريجو الطب الباطني لعام 1978) - حائز على جائزة نوبل في الكيمياء عام 2003 عن الاكتشافات التي أوضحت كيف يتم نقل الأملاح والمياه من وإلى خلايا الجسم، مما يؤدي إلى فهم أفضل للعديد من أمراض الكلى والقلب والعضلات والجهاز العصبي.[15]
- ألفريدو بالاسيو (خريجو الطب الباطني) - رئيس إكوادور (2005-2007).

## في الثقافة الشعبية
- في نوفمبر 2009، بث برنامج ABC News Nightline مقطعا عن رعاية كايس ميديكال سنتر لمرضى فيروس H1N1 المصابين بأمراض خطيرة.[16]
- في فبراير 2010، بث برنامج «عرض اليوم» التابع ل NBC مقطعًا يتبع الدكتور موريسيو أرودا من مركز كيس الطبي في غرفة عمليات القلب والأوعية الدموية .[17]

## الجدل العام
تواجه مستشفيات كليفلاند الجامعية دعاوى قضائية متعددة بعد وقوع حادثة في عيادة الخصوبة لديها والتي هددت حياة مئات البويضات والأجنة المخزنة في النيتروجين السائل. حدث تقلب غير متوقع في درجات الحرارة في بنك تخزين الأنسجة إلى درجة أصبح من غير المؤكد عندها مدى صلاحية البويضات والأجنة .

## روابط خارجية
- مستشفيات الجامعة مركز كليفلاند الطبي